# 庾ロモン
庾 ロモン（ユ・ロモン、朝鮮語: 유로몬、1991年12月4日 - ）は、大韓民国ソウル特別市出身の元プロサッカー選手、サッカー指導者。現役時代のポジションは、ディフェンダー（DF）。
金泉尚武FC唯一の副士官であり、指導部士官とコーチの職務を担当している。

## 来歴
儆新高等学校を経て、日本の流通経済大学へ進学。2012年は、関東サッカーリーグ1部に所属するクラブ・ドラゴンズでプレーした。
大学卒業後の2015年、Kリーグクラシック・FCソウルへ加入したが、1年で退団。2016年8月、再び日本に渡りJ2リーグ・水戸ホーリーホックへ加入。しかし公式戦出場はなく、シーズン終了後に契約満了で退団した。
2017年、K3リーグベーシック（当時5部相当）の平沢シチズンFCに選手兼任監督として加入。
2018年4月30日、尚州尚武の2018年3回目の最終者合格リスト17名の中に金健熙らとともに名を連ねた。ただし、他の16名が私兵入隊なのに対して、庾ロモンは副士官として志願しており、私兵選抜組に遅れて7月2日に陸軍訓練所に入隊し、8月10日に陸軍副士官学校に入校した。選手兼任コーチとして活動する見込みとされていたが、2019年末の金泰完監督のインタビューによれば、国軍体育部隊の制度上の理由でプレーすることができず、コーチとしては準備している状況であり、指導部士官として兵士選手の生活や行動を助け、部隊で守らなければならない規律がないかをチェックする役割を担っているとされている。
2021年4月3日、8年の交際を経て結婚。

## 所属クラブ
ユース経歴
- 儆新中学校（朝鮮語版）
- 儆新高等学校（朝鮮語版）
- 流通経済大学
  - 2012年  クラブ・ドラゴンズ

プロ経歴
- 2015年  FCソウル
- 2016年8月 - 同年12月  水戸ホーリーホック
- 2017年 - 2018年  平沢シチズンFC（朝鮮語版）（選手兼任コーチ）

## 個人成績
| 国内大会個人成績 | 国内大会個人成績 | 国内大会個人成績 | 国内大会個人成績 | 国内大会個人成績 | 国内大会個人成績 | 国内大会個人成績 | 国内大会個人成績 | 国内大会個人成績 | 国内大会個人成績 | 国内大会個人成績 | 国内大会個人成績 |
| 年度             | クラブ           | 背番号           | リーグ           | リーグ戦         | リーグ戦         | リーグ杯         | リーグ杯         | オープン杯       | オープン杯       | 期間通算         | 期間通算         |
| 年度             | クラブ           | 背番号           | リーグ           | 出場             | 得点             | 出場             | 得点             | 出場             | 得点             | 出場             | 得点             |
| 日本             | 日本             | 日本             | 日本             | リーグ戦         | リーグ戦         | リーグ杯         | リーグ杯         | 天皇杯           | 天皇杯           | 期間通算         | 期間通算         |
| ---------------- | ---------------- | ---------------- | ---------------- | ---------------- | ---------------- | ---------------- | ---------------- | ---------------- | ---------------- | ---------------- | ---------------- |
| 2012             | ドラゴンズ       | 23               | 関東1部          |                  |                  | -                | -                | -                | -                |                  |                  |
| 韓国             | 韓国             | 韓国             | 韓国             | リーグ戦         | リーグ戦         | リーグ杯         | リーグ杯         | FA杯             | FA杯             | 期間通算         | 期間通算         |
| 2015             | FCソウル         | 33               | Kクラシック      | 0                | 0                | -                | -                | 0                | 0                | 0                | 0                |
| 日本             | 日本             | 日本             | 日本             | リーグ戦         | リーグ戦         | リーグ杯         | リーグ杯         | 天皇杯           | 天皇杯           | 期間通算         | 期間通算         |
| 2016             | 水戸             | 36               | J2               | 0                | 0                | -                | -                | 0                | 0                | 0                | 0                |
| 韓国             | 韓国             | 韓国             | 韓国             | リーグ戦         | リーグ戦         | リーグ杯         | リーグ杯         | FA杯             | FA杯             | 期間通算         | 期間通算         |
| 2017             | 平沢             | 2                | K3ベーシック     |                  |                  | -                | -                |                  |                  |                  |                  |
| 通算             | 韓国             | 韓国             | Kクラシック      | 0                | 0                | -                | -                | 0                | 0                | 0                | 0                |
| 通算             | 韓国             | 韓国             | K3ベーシック     |                  |                  | -                | -                |                  |                  |                  |                  |
| 通算             | 日本             | 日本             | J2               | 0                | 0                | -                | -                | 0                | 0                | 0                | 0                |
| 通算             | 日本             | 日本             | 関東1部          |                  |                  | -                | -                | -                | -                |                  |                  |
| 総通算           | 総通算           | 総通算           | 総通算           |                  |                  | -                | -                | 0                | 0                |                  |                  |

| 国際大会個人成績 | 国際大会個人成績 | 国際大会個人成績 | 国際大会個人成績 | 国際大会個人成績 |
| 年度             | クラブ           | 背番号           | 出場             | 得点             |
| AFC              | AFC              | AFC              | ACL              | ACL              |
| ---------------- | ---------------- | ---------------- | ---------------- | ---------------- |
| 2015             | FCソウル         | 33               | 0                | 0                |
| 通算             | AFC              | AFC              | 0                | 0                |

## タイトル

### クラブ
FCソウル
- 韓国FAカップ（2015）